# 承認率
承認率（しょうにんりつ）とは、承認される確率のことである。

## アフィリエイトにおける承認率
成功報酬型広告（アフィリエイト）において、広告搭載者が、ASPを経由して広告主から報酬を受け取るが、成果に対して報酬が支払われる割合を承認率と呼んでいる。アフィリエイト業界では一般的に広く使われている呼称。
広告主の中には、申込みに対する報酬でも、常に報酬支払い承認率が数%と、非常に低いケースが存在する。特に、成果発生定義が、成約ではなく、単なる申し込みでも不自然に低い場合、明らかに異常であり、広告搭載側から悪徳広告主と認識されている。
同じ業種でも、承認率が常に数%台の広告主と80 - 90%台の優良広告主が存在し、会社の規模・知名度など一切関係なく、優良広告主の選別は困難である。